# Damares
Damares Alves Bezerra de Oliveira (* 30. Januar 1980 in Umuarama, Paraná), genannt Damaras,  ist eine brasilianische Gospelsängerin.

## Leben
Damares, Tochter des Pastors Antonio Bezerra und Rosa Maria Alvez Bezerra, besuchte die städtische Schule Augusto Angels. Mit 16 Jahren heiratete sie Pastor Aldori de Oliveira.
In der Gospelszene wurde sie 2008 mit ihrem Album Offenbarung bekannt, von dem in kurzer Zeit über 600.000 Kopien verkauft wurden. Mit dem darauf enthaltenen Lied Sabor de Mel (Geschmack nach Honig) gewann sie 2009 mehrere Talentwettbewerbe. 2010 schloss sie einen Vertrag mit Sony Music und veröffentlichte das Album Diamante das mit 130.000 verkauften Exemplaren in einem Monat reüssierte. Inzwischen (2012) sind es mehr als doppelt so viele. Damares erhielt von der UN den Titel einer Botschafterin des Friedens.

## Diskografie

### Studioalben
- 1997: Asas de Águia
- 1999: A Vitória É Nossa
- 2002: Agenda de Deus
- 2004: O Deus que Faz
- 2006: Diário de um Vencedor
- 2008: Apocalipse
- 2010: Diamante (BR: ×3Dreifachplatin )[2]
- 2013: O Maior Troféu (BR: Diamant)

### Livealben
- 2009: A Minha Vitória Tem Sabor de Mel
- 2012: Ao Vivo (BR: Gold)

### Videoalben
- 2012: Ao Vivo (BR: Gold)

### Singles (Auswahl)
- 2008: A Batalha do Arcanjo (BR: Platin)
- 2008: Sabor de Mel (BR: ×3Dreifachplatin )
- 2010: Consolador (BR: Platin)
- 2010: Na Mesa do Rei (BR: ×3Dreifachplatin )
- 2010: Preciosidade (BR: Platin)
- 2010: Quem Viver Verá (BR: Gold)
- 2010: Sacrifício e Adoração (BR: ×2Doppelplatin )
- 2010: Um Novo Vencedor (BR: ×2Doppeldiamant )
- 2013: A Dracma e o seu Dono (BR: ×2Doppelplatin )
- 2013: A Essência da Adoração (BR: Platin)
- 2013: O Maior Troféu (BR: ×2Doppeldiamant )
- 2019: A Promessa (mit Kemilly Santos, BR: Platin)